# Ritchie Valens
Ritchie Valens (n. Richard Steven Valenzuela, 13 mai 1941 – d. 3 februarie, 1959) a fost un cântăreț american, compozitor și chitarist.

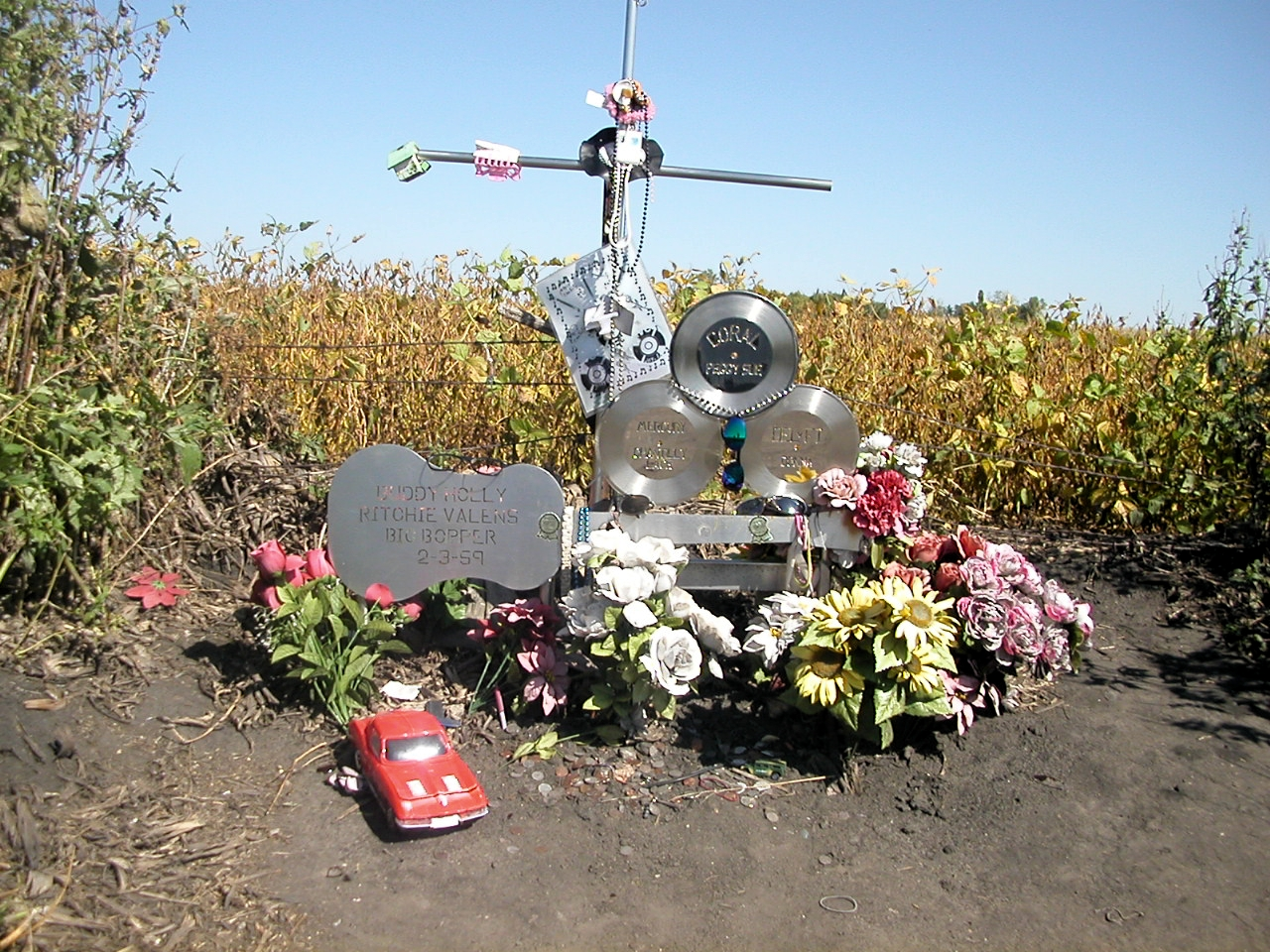
Monument de la locul prăbușirii avionului, 16 septembrie 2003.

I se atribuie piese ca: „La Bamba”, „Donna”, „Come on Let's Go”, „We Belong Together”. A avut o carieră fulminantă, de doar câteva luni, timp în care și-a legat numele de istoria muzicii în general și de cea a rock'n'rollului în special.
În 3 februarie 1959, zi cunoscută ca „Ziua în care muzica a murit”, Ritchie Valens a murit într-un accident de avion lângă o fermă de lângă Lacul Clare, statul Iowa, S.U.A., alături de alți doi mari artiști ai vremii, Buddy Holly și Perry Richardson (The Big Bopper).
Viața sa a fost ilustrată în filmul „La Bamba” (1987) - o peliculă care a surprins în mod evident o legendă și un nume greu al rock'n'roll-ului mondial.